# Paragnetina spinulifera
Paragnetina spinulifera är en bäcksländeart som beskrevs av Zhiltzova 1967. Paragnetina spinulifera ingår i släktet Paragnetina och familjen jättebäcksländor. Inga underarter finns listade i Catalogue of Life.